# Міністерство юстиції Української РСР
Міністе́рство юсти́ції Украї́нської Радя́нської Соціалісти́чної Респу́бліки — центральний орган виконавчої влади Української Радянської Соціалістичної Республіки, союзно-республіканське міністерство, діяльність якого спрямовувалася та координувалася генеральним прокурором УСРР (до 1936 року), пізніше Радою міністрів УРСР.

## Історія
Період „радянсько-української“ «юстиції» розпочався 28 листопада 1918 року з утворенням при Тимчасовому робітничо-селянському уряді України відділу юстиції. 
- 29 січня 1919 року відділ перетворено на Народний комісаріат юстиції  на чолі з кваліфікованим юристом О. Хмельницьким.
- 11 грудня 1919 р. у Харкові створено Комітет юстиції при Всеукраїнському революційному комітеті.
- 19 січня 1920 року його реорганізовано в Народний комісаріат юстиції України, який очолив політичний діяч Євген Терлецький. Тривалий час посади Наркома юстиції і Генерального прокурора обіймала одна особа. На цих посадах працювали Микола Скрипник, Василь Порайко, Василь Поляков, М. Михайлик, А. Кисельов-Кеслер.
- У 1936 році органи юстиції та прокуратури розділилися.
- У 1946 році Народний комісаріат юстиції УРСР реорганізовано у Міністерство юстиції УРСР.
- 21 березня 1963 року Міністерство юстиції УРСР було ліквідоване. Відновлене 6 жовтня 1970 року.

## Народні комісари з судових справ УСРР
- Люксембург Володимир Сергійович (1917—1918)
- Лапчинський Юрій Федорович (1918—1918)
- Хмельницький Олександр Ісакович (1918—1919)

## Народні комісари юстиції УСРР
- Хмельницький Олександр Ісакович (1919—1919)
- Лебединець Михайло Мусійович (1919—1919)
- Терлецький Євген Петрович (1920—1921)
- Буздалін Сергій Феоктистович (1921—1922)
- Вєтошкін Михайло Кузьмич (1922—1922)
- Скрипник Микола Олексійович (1922—1927)
- Порайко Василь Іванович (1927—1930)
- Поляков Василь Васильович (1930—1933)
- Михайлик Михайло Васильович (1933—1935)
- Кисельов Аркадій Леонтійович (1935—1936)
- Радченко Хома Порфирійович (1936—1937)
- Бабченко Микола Федотович (1938—1947)

## Міністри юстиції УРСР
- Панасюк Денис Харитонович (1947—1953)
- Глух Федір Кирилович (1953—1957)
- Згурська Катерина Іванівна (1957—1963)

- Зайчук Володимир Гнатович (1970—1990)
- Бойко Віталій Федорович (1990—1992)